# Manga

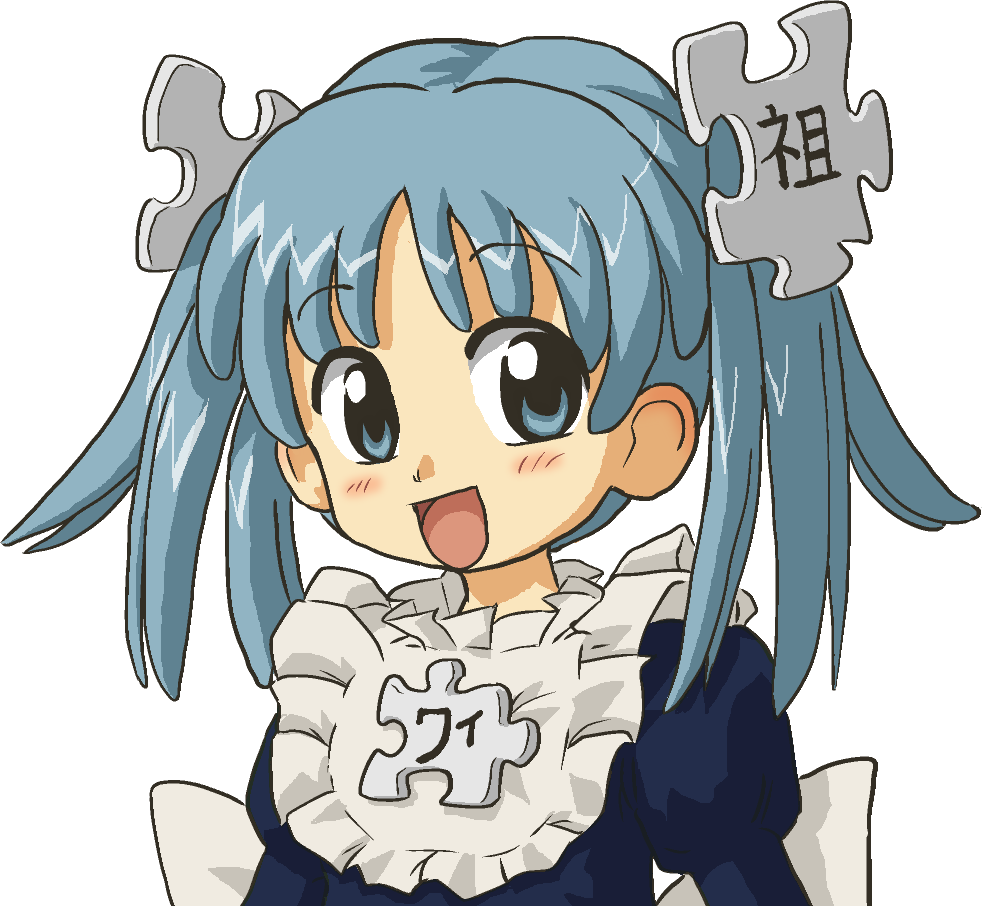
Wikipe-tan, un personatge típicament manga.

El manga (漫画, en kanji; まんが, en hiragana; マンガ, en katakana) és el còmic d'origen japonès, desenvolupat al final del segle xix. No obstant això, la seva forma moderna data poc després de la Segona Guerra Mundial. El manga ha tingut un llarg i complex precursor en la història de l'art japonès.
El manga és un còmic apte per a totes les edats. Inclou una àmplia gamma de temes: acció-aventura, romanç, esports, drama històric, comèdia, ciència-ficció-fantasia, misteri, terror, sexualitat, el món de les empreses i el comerç entre d'altres. Des de la dècada de 1950, el manga s'ha tornat una part important de la indústria de l'editorial japonesa, que ha representat un mercat de 612 mil milions de iens al Japó el 2020 (aproximadament 4,30 mil milions d'euros a l'època). A escala mundial, el manga cada vegada ha anat obtenint més popularitat. Els mangues són normalment impresos sense color, tot i que alguns s'hi fan, amb color, ja siguin només algunes pàgines, capítols especials o tot sencer. Normalment, els mangues són publicats per primera vegada en revistes d'antologies de tiratge setmanal o mensual (com la Shonen Jump o la Big Comic). Aquestes revistes d'antologies contenen centenars de pàgines i desenes d'històries individuals escrites per diversos autors. Són impreses en paper de diari i són d'un sol ús. Si la sèrie té èxit, els capítols són recollits en una sèrie de volums anomenats tankōbons (Normalment de 9 a 11 capítols). Un dibuixant de manga (mangaka) normalment treballa amb uns pocs assistents en un petit estudi i s'associa amb un redactor creatiu d'una companyia de publicitat comercial. Si una sèrie manga és prou popular, pot ser portada a l'animació en un format anomenat anime, encara que a vegades és a l'inrevés i és el manga qui surt de pel·lícules d'animació.
"Manga" com un terme que s'utilitza fora del Japó es refereix específicament als còmics publicats originalment al Japó. Tanmateix, hi ha el manga i els còmics influenciats pel manga, entre els quals es destaquen especialment a Taiwan («manhua»), Corea del Sud («manhwa»), i a la República Popular de la Xina; en particular de Hong Kong («manhua»). A França, «la nouvelle manga» s'ha desenvolupat com una forma de bande dessinée extretes en els estils influenciats pel manga japonès. Als Estats Units, la gent es refereix al manga produït al seu país com a còmics amerimanga.
És un dels instruments del poder tou japonès.

## Etimologia

El kanji manga de Seasonal Passersby (Shiki no Yukikai), 1798, de Santō Kyōden i Kitao Shigemasa.

La paraula japonesa manga, traduïda literalment, significa «imatge» o dibuix «còmic» (de man, «caòtic», «desordenat», «divertit», i ga, «dibuix», «imatge»). Aquest terme va entrar en ús comú a la fi del segle xviii amb la publicació d'obres com les de Santō Kyōden autor de llibre amb vinyetes (Shiji no yukikai) (1798), i a principis del segle xix amb treballs com els d'Aikawa Minwa Manga hyakujo (1814) i la col·lecció Hokusai Manga que conté un quadern amb diversos esbossos l'estil ukiyo-e del conegut artista Katsushika Hokusai. Rakuten Kitazawa (1876-1955) va ser el primer a utilitzar la paraula «manga» en el sentit modern.

## Història i característiques

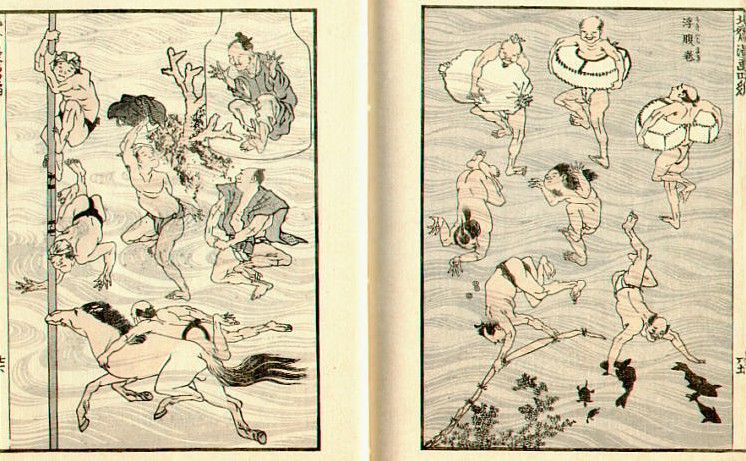
Dues pàgines del manga de Hokusai amb una representació dels banys termals.

El manga va néixer de la combinació de dues tradicions: l'art gràfic japonès, producte d'una llarga evolució a partir del segle xi, i el còmic occidental, afermat el segle xix. El manga que es coneix avui en dia no es va consolidar fins després de la Segona Guerra Mundial i la tasca pionera d'Osamu Tezuka.

### La tradició gràfica japonesa
Les primeres característiques del manga es poden trobar al Chōjugiga (dibuixos satírics d'animals), atribuïts al Toba Sojo (segles XI-xii), dels quals actualment, tan sols es conserven uns escassos exemplars en blanc i negre.
Durant el període Edo, l'ukiyo-e es va desenvolupar amb vigor, i va produir les primeres narracions remotament comparables als gèneres actuals del manga, que van de la història i l'erotisme a la comèdia i la crítica. Hokusai, una de les seves figures, implantà l'ús del vocable manga en un dels seus llibres, Hokusai Manga, recopilat al llarg del segle xix. Altres dibuixants, com Gyonai Kawanabe, també van destacar en aquest període artístic.

### La premsa satírica d'origen occidental (1862-)

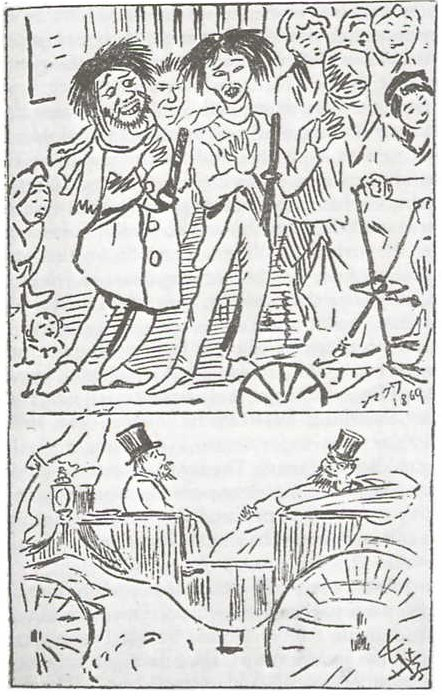
Comparació de Charles Wirgman (a dalt) i Kōtarō Nagahara (a baix) el 1897.

Durant el segle xix, en plena transició de l'era feudal a la industrialitzada, els artistes occidentals es meravellaven de l'ukiyo-e, gràcies a l'exòtica bellesa que transmetia. Amb tot, els inicis del manga modern no només es devien en l'esteticisme de l'art del període Edo, sinó que també hi havia una forta influència cultural europea al Japó.
Van ser Charles Wirgman i George Bigot (ambdós, crítics de la societat japonesa del seu temps), els qui varen fer les bases pel desenvolupament posterior del manga. La revista britànica Punch (1841) serví de model per la revista The Japan Punch (1862-1887) de Wirgman, com ho havia estat abans per altres revistes similars en altres països.
L'expansió de les tècniques del còmic europeu es traduïren en una producció lenta però segura per part d'artistes autòctons japonesos com: Kiyochika Kayashi, Takeo Nagamatsu, Ippei Okomoto, Ichiro Suzuki i sobretot Rakuten Kitazawa, on el còmic Tagosaku to Mokube na Tòquio Kenbutsu (田吾作と杢兵衛の東京見物) és considerat com el primer manga de l'era moderna. Simultàniament, des de 1915 es començaren a assajar l'adaptació del manga a l'animació, el que més tard esdevindria com anime.

### Els primers mangues infantils (1923)

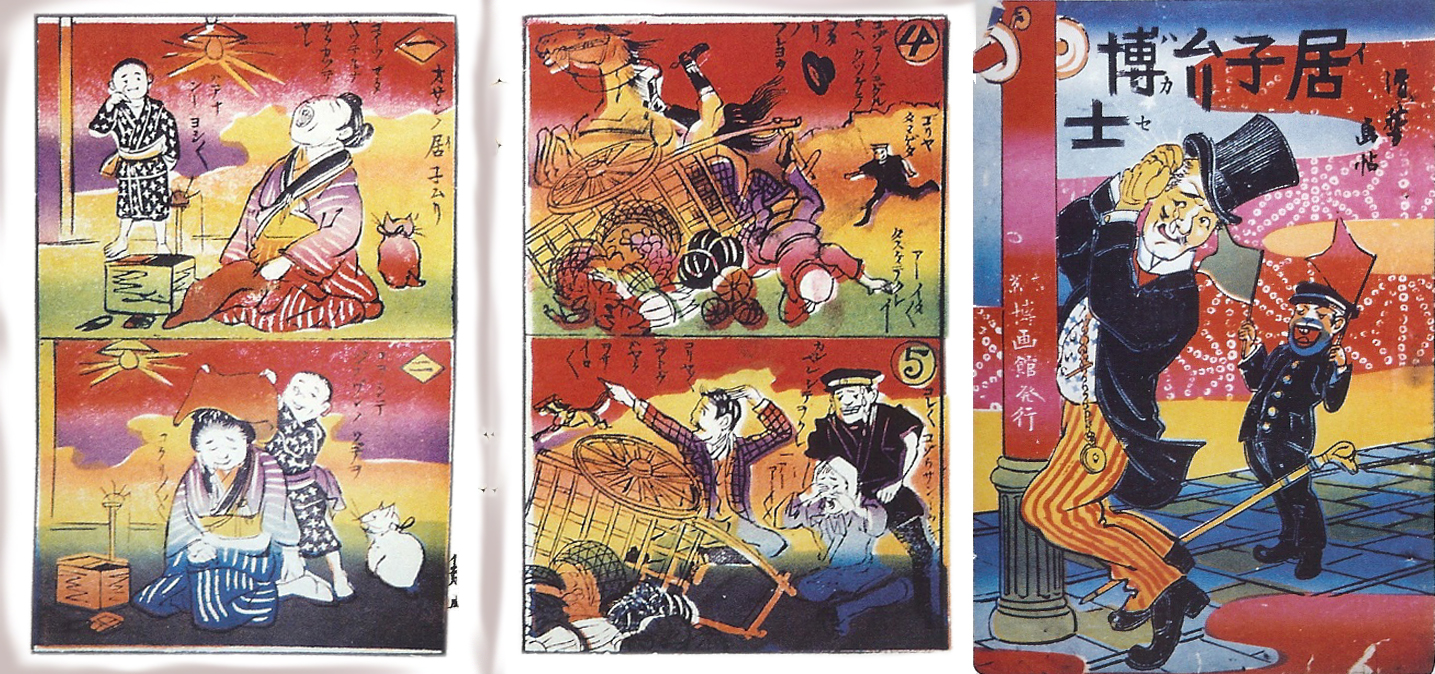
Manga anònim (1912-1926).

Les dècades de 1920 i de 1930 foren molt afalagadores, amb l'aparició i triomf del kodomo manga (còmics infantils), amb exemplars com Les aventures de Shochan (1923) de Shousei Oda i Tofujin i Els Tres Mosqueters amb botes al cap (1930) de Taisei Makino i Suimei Imoto.
L'ús de bafarades s'implantà en sèries com: Speed Taro (1930-33) de Sako Shisha, Ogon Bat (1930, dels primers mangues amb superherois) d'Ichiro Suzaki i Takeo Nagamatsu i Les aventures de Dankichi (1934), de Keizer Shima, així com la tira còmica Fuku-Chan (1936-), de Ryuichi Yokohama. Per llavors, sorgiren els còmics bèl·lics com Norakuro (1931-41) de Suihou Tagawa, ja que el manga patia la influència de les polítiques militaristes que preludien la Segona Guerra Mundial, durant la qual el van utilitzar amb fins propagandístics. El 1945, les autoritats d'ocupació nord-americanes prohibiren aquest gènere de forma generalitzada.

### El naixement del manga modern (1947)
Després de la seva rendició incondicional, el Japó entrà en una nova era. L'entreteniment emergí com una indústria que responia a la necessitat psicològica d'evasió davant una dura postguerra. En aquell període es produí una explosió d'artistes creatius. La manca de recursos de la població en general requeria mitjans barats d'entreteniment; a Tòquio la indústria del manga basat en revistes va veure com li apareixien competidors. Així sorgí el Kamishibai, una mena de llegenda de cec, que recorria els pobles oferint el seu espectacle a canvi de diners. El Kamishibai no competia amb les revistes, però sí amb els altres dos nous sistemes de distribució centrats a Osaka:
- Les biblioteques de pagament: Es va arribar a constituir una xarxa de 30.000 centres de préstecs que produïen els seus propis mangues en forma de revistes o volums de 150 pàgines.
- Els llibres vermells: Volums d'unes dues-centes pàgines de paper de baixa qualitat en blanc i negre. El tret característic eren les seves portades de color vermell i el seu baix preu. Aquesta indústria pagava els seus artistes amb sous propers a la misèria, però a canvi els atorgava una àmplia llibertat creativa.

Osamu Tezuka, un estudiant de medicina d'uns vint anys apassionat dels dibuixos animats de Fleischer i Disney, canvià el tarannà del manga amb el seu primer llibre vermell: La nova illa del tresor, del qual es van vendre entre 400.000 i 800.000 exemplars, gràcies a una història d'un estil cinematogràfic que descomponia els moviments en diverses vinyetes i combinava aquest dinamisme amb abundants efectes sonors.
L'èxit de Tezuka el portà a les revistes de Tòquio, particularment a la nova Manga Shonen (1947) que va ser la primera revista infantil dedicada exclusivament al manga, i on Tezuka publicà Astroboy. Allà imposà el seu esquema d'epopeia en forma de sèrie de relats i diversificà la seva producció en múltiples gèneres, dels quals destaquen les seves adaptacions literàries i el manga per a nois o shonen. A mitjan dècada de 1950, Tezuka es traslladà a un edifici de la capital anomenat Tokiwasi, al qual peregrinarien els nous autors. Hi ha espai, però, per a autors com Machiko Hasegawa, creadora de la tira còmica Sazae-sant (1946-74), Kon Shimizu o Shigeru Sugiura amb un grafisme molt diferent, completament diferent del de Disney i pionera en l'estil shojo.
Un any després, Manga Shonen desaparegué i els llibres vermells s'agonitzaren. Entre tots dos, i per obra d'Osamu Tezuka, s'havien posat els pilars de la indústria del manga i anime contemporani.

### L'auge del manga (1960-1988)

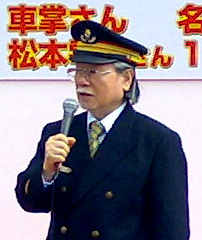
Leiji Matsumoto el 2008.

El triomf de les revistes de manga acabarà amb el Kamishibai, i molts dels seus autors es van refugiar en el sistema de biblioteques. Les revistes de manga eren totes per a nens, i en les biblioteques es trobaren la seva veta en crear un manga orientat cap a un públic més adult: el gekiga a mans de Yoshihiro Tatsumi. Aquest estil de dibuix es caracteritza per ser molt realista, emocionalment fosc i sovint molt violent. Els seus arguments normalment es basen en el dia a dia d'una persona que té una vida trista. La majoria dels autos d'aquest estil com Sanpei Shirato amb el manga Cròniques d'un militar d'Èxits Ninja (Ninja Bugeichō) van sorgir a final de la dècada de 1950 i a principis de la de 1960 per part d'estudiants d'esquerra i de classe treballadora amb activisme polític.
El manga abandonà l'estil de Disney per un altre més realista i fotogràfic i es va obrir a nous gèneres més violents, escatològics o sensuals com l'horror, les històries de samurais, sobre els yakuzas, l'erotisme, etc. Sanpei Shirato el 1964 patrocinà l'única revista underground de la història del manga, Garo. La competència en el terreny gràfic del gekiga obligà les revistes a reduir la presència del text, augmentant el nombre de pàgines i la mida per millorar la seva visió.
Amb el començament de l'auge econòmic, el poble japonès demanà un augment del manga. Com a resposta, una de les principals editorials de llibres, Kodansha, s'introduí el 1959 en el mercat de les revistes. El seu títol Shonen Magazine canvià la pauta de periodicitat mensual a setmanal, multiplicant la producció i imposant als autors l'estakhanovisme, encara que aquesta vegada amb sous milionaris. Aviat, altres grups editorials com Shueisha, Shogakukan o Futabasha s'unirien. Aquest sistema de producció sacrificava el color, la qualitat del paper i la sofisticació temàtica, enduent-se també de pas la crítica política; a canvi, però, augmentaren vertiginosament les vendes fins a xifres astronòmiques i amb elles els beneficis empresarials, convertint el manga en el mitjà de comunicació més important del país.
El 1969 un grup de dones amants del manga fundà el grup de l'any 24 (també conegut com els 24 Magnífics) que estava especialitzat en el shojo («any 24» ve del nom japonès de 1949, any del naixement de molts d'aquests artistes). Les artistes més conegudes d'aquest grup són: Mōto Hagio, Riyoko Ikeda, Keiko Takemiya, Yumiko Ōshima i Ryōko Yamagishi. Aquest grup resultà la gran entrada de la dona en el món del manga. Posteriorment van anar apareixent subgèneres del shojo.
Altres autors importants d'aquells anys van ser: Fujio Akatsuka, Tetsuya Chiba, Fujiko F. Fujio, Kazuo Koike, Leiji Matsumoto, Shigeru Mizuki, Gō Nagai, Keiji Nakazawa, Monkey Punch i Takao Saito.

### L'expansió internacional (1988)

El fanservice i els temes sexuals van començar a aparèixer en la dècada de 1980.

El 1988, gràcies a l'èxit de la versió cinematogràfica d'Akira, basada en el manga homònim del dibuixant Katsuhiro Otomo, publicat el 1982 a la revista Young Magazine de l'editorial Kodansha, el manga va començar a difondre's internacionalment a escales mai somiades anteriorment. Certament, el gran èxit d'aquesta pel·lícula a occident no va ser una cosa que es forjà de la nit al dia. Ja en la dècada de 1960, Osamu Tezuka havia venut els drets d'emissió del seu primer AstroBoy a la cadena nord-americana NBC que aconseguí un èxit bastant notable entre l'audiència infantil. Posteriorment, la succeïren les sèries d'animació Mazinger Z, Great Mazinger i Grendizer, sent aquesta última un esclat mediàtic a França, on se la coneixeria com a Goldorak. Totes elles es basaven en els còmics del mangaka Gō Nagai, actual magnat d'un imperi de distribució editorial. En la dècada de 1980, començaren a destacar sèries d'altra índole, com The Super Dimension Fortress Macross, coneguda a occident per Robotech i la remasterització d'Astroboy, filmada en color i amb aires més moderns. A aquesta se li sumà la saga èpica Gundam, només superada en temporades i episodis per la sèrie d'animació nord-americana Els Simpson de Matt Groening.
Un altre dels autors més rellevants en aquest apogeu mediàtic de la fi dels anys vuitanta i principis dels noranta, va ser el mangaka Akira Toriyama, creador de les famoses sèries Bola de Drac i Dr. Slump, ambdues caracteritzades per un humor picant, irreverent i absurd. L'èxit d'aquestes dues obres fou tan gran que en alguns països europeus arribà a desbancar de les llistes de vendes al còmic nord-americà i nacional durant bastants anys. Aquest fenomen va ser més marcat a Espanya, on Bola de Drac vengué (i ven) tants exemplars que és considerat el còmic d'origen estranger més venut de la història. En el mateix Japó, la revista Shonen Jump -en moments puntuals, especialment durant algunes setmanes que coincidia amb episodis decisius de la sèrie Bola de Drac- arribà a augmentar el seu tiratge setmanal a 6 milions d'exemplars.
Amb el relaxament de la censura al Japó després de la dècada de 1990, aparegué una àmplia varietat de mangues explícitament sexuals destinats als lectors adults de sexe masculí anomenat Hentai.
Altres autors importants d'aquests anys són: Tsukasa Hojo, Ryoichi Ikegami, Masakazu Katsura, Masamune Shirow, Yuzo Takada, Rumiko Takahashi o Jiro Taniguchi.
Avui en dia l'ús de les tecnologies de la comunicació i la popularitat permeten aconseguir llegir còmics manga per diverses vies: comprar i llegir a plataformes digitals multidispositiu, comprar en botigues de segona mà físiques i en línia, agafar en préstec de la biblioteca, intercanvi a distància amb la comunicació mitjançant una plataforma en línia, llegir a un manga kissaten, servei de lloger i llegir mostres prèvies en línia.

## Publicacions

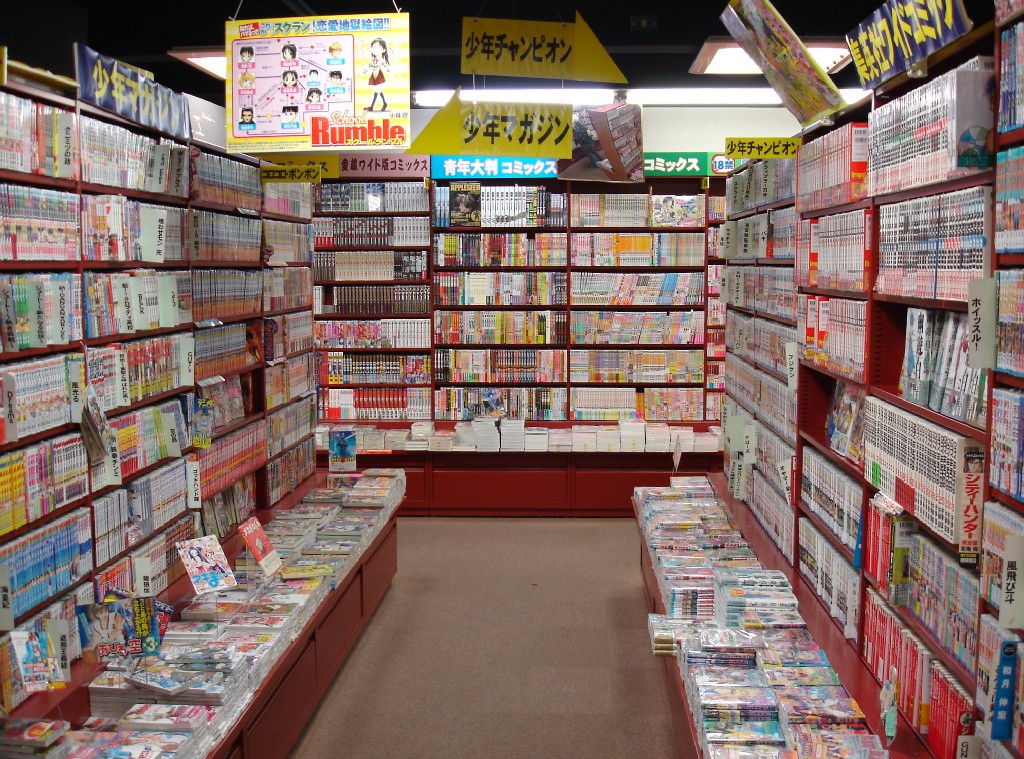
Prestatgeries d'una llibreria japonesa de manga.

Al Japó, el món del manga el 2007 va produir 406,7 mil milions de iens (2.637 milions d'euros). Recentment, la indústria del manga s'ha expandit a tot el món amb empreses de distribució de llicències i reimpressió del manga en les seves llengües natives.
Quan una sèrie fa algun temps que es publica periòdicament, els editors solen recollir les històries i les imprimeixen en forma de volums, anomenats tankōbons. Aquests volums utilitzen un paper de més bona qualitat que no pas el que surt per primera vegada i, a diferència de les revistes setmanals, no són d'«un sol ús» sinó per a guardar i llegir quan es vulgui. Recentment, també es publiquen versions de «luxe» impreses pels lectors que tenen més edat i la necessitat de tenir-ho en un format de millor qualitat per nostàlgia amb la sèrie. Els mangues més antics també han estat reimpresos utilitzant la menor qualitat de paper i es venen per 100 iens (al voltant de 0,71 euros) cadascun per competir amb el mercat del llibre usat.
Principalment el mercat del manga es classifica per l'edat i el sexe dels públics destinataris. En particular, els llibres i les revistes que es venen als nois (shonen) i les noies (shojo) porten un distintiu d'art en la coberta i es col·loquen en diferents plataformes en la majoria de les llibreries. A causa de la croada de lectors, la resposta dels consumidors no està limitada per la demografia. Per exemple, els lectors de la subscripció d'una sèrie destinada a les nenes i així successivament.
Al Japó hi ha mangues cafès o manga kissa (Kissa és una abreviatura de kissaten). En un manga kissa, la gent beu cafè i llegeix mangues, i estan oberts durant la nit.
En els últims anys s'ha produït un augment en la quantitat de publicacions de webmangues originals, que estan internacionalment establerts pels aficionats de tots els nivells d'experiència, i està destinat a la visualització en línia. Pot ser ordenat en forma de novel·la gràfica si està disponible en forma impresa.
El Museu Internacional del Manga de Kyoto manté una llarga llista de mangues publicats al web.

### Revistes
Les revistes de manga solen tenir moltes sèries executant-se en forma concurrent d'aproximadament 20-40 pàgines per cada capítol de cada sèrie. Altres revistes com l'anime fandom Newtype es caracteritzen per tan sols publicar capítols mensuals. Aquestes revistes de manga són conegudes col·loquialment com a «guies», normalment s'imprimeixen en paper de baixa qualitat i solen ser d'entre 200 i més de 850 pàgines. Aquestes revistes també contenen one-shots i diverses històries de yonkoma (equivalent a la tira còmica). Les sèries mangues poden durar molts anys depenent de l'èxit que puguin tenir. Alguns mangakes comencen la seva carrera publicant one-shots perquè el seu nom es doni a conèixer.

### Dōjinshins
Els dōjinshins (同人志) són mangues dibuixats per aficionats que normalment es publiquen en fanzines. El terme ve de dōjin (同人) grup literari, que és la forma tradicional de producció, i shi (志) revista o distribució. Els dōjinshins poden ser històries originals però normalment són una paròdia amb els personatges del manga o anime donat, ja sigui partint només amb els personatges i fent una història nova o seguir tota la sèrie en forma humorística. També existeixen dōjinshins sobre obres o pel·lícules europees i americanes, com ara Harry Potter, Les Supernenes o La guerra de les galàxies.
El Comiket és la convenció de còmics més gran del món, amb més de 500.000 visitants durant els 3 dies que dura. Es dedica principalment als dōjinshins. Allà, els dōjinshi nous i fins i tot els antics es compren, venen i s'intercanvien. A causa de les lleis dels drets d'autor, els artistes de dōjinshi només poden imprimir unes poques còpies dels seus llibres. Això fa que les obres dels artistes i els cercles més buscats es converteixin en una cosa que només els que tenen més sort i rapidesa podran aconseguir abans que la tirada s'esgoti. Els dōjinshins venuts el 2007 van donar uns ingressos de 27,73 mil milions de iens (176 milions d'euros).

## Gèneres
Els mangues es classifiquen en diferents gèneres depenent del seu contingut. No obstant això, no tots els mangues segueixen les pautes establertes del gènere en què estan classificats. Hi ha una gran varietat de gèneres dirigits a diferents sectors de la societat.
- Shojo: Literalment «noia jove». És aquell manga amb temàtica romàntica, dirigit a un públic femení adolescent. Després del shonen és el gènere amb més èxit. Entre els shojo amb més èxit es destaquen: Sailor Moon, Sakura, la caçadora de cartes i Fruits Basket entre d'altres.
- Shonen: literalment «noi». És aquell manga destinat a un públic adolescent masculí; es caracteritza per grans dosis d'acció i aventura deixant bastant de banda la part amorosa. L'argument acostuma a desenvolupar-se al voltant de les escoles i instituts dels personatges o en mons ficticis. És el gènere que té més èxit de tots, tant en vendes individuals dels mangues com en nombre.[7][44][55] Entre els shonens amb més èxit es destaquen: Bola de Drac, One Piece i Naruto entre d'altres.
- Seinen: Temàtica per a adults. Són històries més madures, tot i que a vegades se sol confondre amb el shonen, tracta temes més profunds, com ara la sexualitat o la política.[56] Entre el seinen amb més èxit es destaquen: Lupin III, Akira i Old Boy entre d'altres.
- Josei: És un gènere principalment creat per dones, i per a dones. Tracta els temes des d'un punt de vista més adult. I pot tocar temes de la vida quotidiana de les dones adultes. És menys estilitzat. Alguns exemples són: Nodame Cantabile de Tomoko Ninomiya i Nana d'Ai Yazawa
- Yaoi: Yaoi, és una abreviatura de yama-nashi ochi-nashi imi-nashi (que significa «sense clímax, sense resolució, sense sentit»). Són aquells mangues que la seva temàtica tracta l'homosexualitat entre homes.
- Shonen-ai: Literalment «amor entre nois». Estil semblant al yaoi però sense ser explícit sexualment. Utilitzat sovint en les parelles de les subtrames del Shôjo.
- Yuri: És aquell manga de temàtica lèsbica.[57] A diferència del yaoi, tot i incloure sovint relacions sexuals, és molt més censurat i d'històries habitualment ambigües a la frontera amor/amistat.
- Hentai: És el manga de temàtica pornogràfica on les històries tan sols tenen finalitat sexual. Dirigit majoritàriament a públic masculí, l'estil del dibuix és molt exagerat sobretot en personatges femenins. Segons l'article 175 del codi penal japonès, es prohibeix la publicació de material «moralment perjudicial» que, tal com s'interpreta actualment, inclou l'exposició de genitals, de manera que és freqüent veure una barra cobrint els genitals a les publicacions o bé que estiguin borrosos. Abans del 1994, la interpretació d'aquesta llei incloïa la prohibició d'exposar pèl púbic, una norma que s'esquivava dibuixant personatges sense pèl púbic.[47]
- Mecha: És aquell manga que tracta de robots gegants. Entre els mecha amb més èxit es destaquen: Mazinger Z, Evangelion i Tengen Toppa Gurren-Lagann entre d'altres.
- Jidaimono: Manga amb temàtica històrica.
- Ecchi: Manga humorístic amb contingut eròtic. Un exemple clar d'una escena ecchi seria quan hi ha una noia en roba interior o despullada i davant un noi paralitzat que li surt sang pel nas. A diferència de l'hentai, en l'ecchi no hi ha escenes de sexe, tan sols es veuen parts del cos nues o amb roba interior (les parts baixes molt rarament surten nues) o la silueta dels personatges. Un exemple seria: Chobits.
- Gore: Manga amb un contingut de terror i escenes de sang i fetge.[36][37][40]
- Gekiga: Manga caracteritzat per ser molt realista, emocionalment fosc i sovint molt violent. És un subgènere del seinen, ja que està destinat a adults.[58]

A més a més hi ha l'anomenat "la nouvelle manga", que combina el còmic francobelga amb el manga japonès.

## Manga digital
Gràcies a l'arribada d'Internet, han sorgit noves maneres per als aspirants a mangaka de pujar i vendre el seu manga en línia. Abans, hi havia dues maneres principals de publicar l'obra d'un mangaka: portar el seu manga dibuixat en paper a una editorial o presentar el seu treball a concursos organitzats per revistes.

### Web manga
En els darrers anys, hi ha hagut un augment del manga publicat digitalment. El web manga, tal com es coneix al Japó, ha experimentat un augment gràcies en part als llocs web d'allotjament d'imatges on qualsevol pot penjar pàgines de les seves obres de manera gratuïta. Tot i que es publiquen digitalment, gairebé tots els manga web s'adhereixen al format convencional en blanc i negre, encara que alguns mai no aconsegueixen la publicació física. Pixiv és el lloc més popular on es publiquen treballs d'aficionats i professionals. S'ha convertit en el lloc d'art més visitat al Japó. Twitter també s'ha convertit en un lloc popular per al web manga amb molts artistes que han publicat pàgines setmanalment als seus comptes amb l'esperança que la seva feina sigui recopilada o publicada professionalment. Un dels millors exemples d'un treball amateur que es va convertir en professional és One Punch-Man, que es va publicar en línia i més tard va rebre un remake professional publicat digitalment i una adaptació a l'anime poc després.
Molts dels grans editors d'impremta també han publicat revistes i llocs web només digitals on es publiquen web manga juntament amb les seves revistes serialitzades. Shogakukan, per exemple, té dos llocs web, Sunday Webry i Ura Sunday, que publiquen capítols setmanals per a web manga i fins i tot ofereixen concursos perquè els mangaka enviïn els seus treballs. Tant Sunday Webry com Ura Sunday s'han convertit en un dels millors llocs web de manga al Japó. Alguns fins i tot han llançat aplicacions que ensenyen a dibuixar manga professional i per aprendre a crear-los. Weekly Shōnen Jump va llançar Jump Paint, una aplicació que guia els usuaris sobre com fer el seu propi manga, des de fer el guió gràfic fins a entintar línies digitalment. També ofereix més de 120 tipus de puntes de ploma i més de 1.000 tons de pantalla perquè els artistes puguin practicar. Kodansha també ha utilitzat la popularitat del web manga per llançar més sèries i també oferir millors distribució de les seves obres traduïdes oficialment sota Kodansha Comics gràcies en part als títols que es van publicar digitalment abans de la seva publicació física.
L'augment del web manga també s'ha atribuït als telèfons intel·ligents i ordinadors, ja que cada cop més lectors llegeixen manga als seus telèfons en lloc d'una publicació impresa. Mentre que el manga en paper ha experimentat una disminució amb el temps, el manga digital ha anat creixent en vendes cada any. L'Institut d'Investigació per a Publicacions informa que les vendes de llibres de manga digitals, sense incloure revistes, van augmentar un 27,1 per cent fins als 146.000 milions de iens el 2016 respecte a l'any anterior, mentre que les vendes de manga en paper van experimentar un descens rècord interanual del 7,4 per cent fins als 194.700 milions de iens. També van predir que si el digital i el paper mantenien les mateixes taxes de creixement i caiguda, el manga web superaria els seus homòlegs en paper. El 2020, les vendes de manga van superar els 600.000 milions de iens per primera vegada a la història, superant el màxim de 1995 a causa d'un ràpid creixement del mercat del manga digital que va augmentar en 82.700 milions de iens respecte a l'any anterior, superant les vendes de manga imprès que també han augmentat.

### Webtoons
Els webtoons són un tipus de còmic digital originat a Corea del Sud, normalment destinat a ser llegit als telèfons intel·ligents. Si bé han guanyat popularitat com a nou mitjà per als còmics a Àsia, el Japó ha tardat a adoptar webtoons, ja que el format tradicional i la publicació impresa encara dominen la forma en què es crea i es consumeix el manga (tot i que això comença a canviar). Malgrat això, un dels editors de webtoon més grans del món, Comico, ha tingut èxit al mercat tradicional del manga japonès. Alguns webtoons populars japonesos també han obtingut adaptacions d'anime i publicacions impresos, els més notables són ReLIFE i Recovery of an MMO Junkie.

## Mercat internacional
La influència internacional del manga en el còmic mundial ha crescut considerablement en les últimes dues dècades. Diferents artistes coneguts de diferents parts del món dibuixen amb certes característiques de l'estil manga.

Sentit de lectura en el manga original.

Tradicionalment, el manga s'escriu de dalt a baix i de dreta a esquerra, ja que aquesta és la lectura tradicional del japonès. Algunes editorials de manga tradueixen els texts mantenint aquest format (Les paraules es llegeixen com sempre d'esquerra a dreta i de dalt abaix, però la història comença on seria l'última pàgina d'un llibre occidental, és a dir el llibre es llegeix de dreta a esquerra i dins d'una mateixa vinyeta es llegeix primer les bafarades de la dreta.) com feia l'editorial Glénat amb la publicació dels tankōbons. D'altres, en canvi, ho fan amb el format occidental, d'esquerra a dreta, per tal de no confondre els lectors estrangers. Aquesta pràctica es coneix com a «Volta».
Hi ha certes crítiques per part d'editorials i mangakes japonesos sobre la pràctica volta, ja que per exemple, si una persona porta una samarreta on hi ha dibuixada la paraula «Hola», aquesta es publicarà com a «Aloh». L'Akira Toriyama sempre s'ha mostrat com un dels autors més crítics enfront de la volta.
La volta també crea errors en certes imatges, com pot ser un cotxe on l'accelerador i el fre surten invertits o els botons d'una camisa estan al costat equivocat.

### Amèrica

#### Estats Units
El mercat del manga es va introduir de forma gradual als Estats Units a mitjan dècada de 1970; primer va entrar associat amb l'anime i després independentment. No obstant això, l'anime tenia més popularitat a causa del fàcil accés que li donaven les cadenes televisives. Un dels primers mangues traduïts a l'anglès i comercialitzats als Estats Units va ser Hadashi no Gen de Keiji Nakazawa, una història autobiogràfica dels bombardeigs atòmics d'Hiroshima. La traducció i publicació de mangues va anar en augment entre els anys 80 i 90, incloent-hi Golgo 13 el 1986, Kozure Ōkami (El llop solitari i el seu cadell) de First Comics l'any 1987 i Kumai, Area 88 i Mai, the Psychic Girl també el 1987 per les companyies VIZ Media i Eclipse Comics. Aviat arribaren més sèries, incloent-hi Akira publicat per Marvel Comics i Appleseed per Eclipe Comics el 1988, Iczer-1 el 1994 i Ippongi Bang el 1995.
En la dècada de 1980 i mitjan dècada de 1990 l'animació japonesa va tenir molta més sortida que el manga. Algunes de les sèries més populars van ser Bola de Drac, Neon Genesis Evangelion, i Pokémon. Això va canviar quan el traductor-empresari Toren Smith fundà el 1986 l'Studio Proteus. Smith i l'Studio Proteus actuen com a agent i traductor de mangues, inclosos els de Masamune Shirow Apples i Kosuke Fujishima, per Dark Horse i Eros comix, eliminant la necessitat d'aquests editors de cercar els seus propis contactes al Japó. Al mateix temps, l'editorial japonesa Shogakukan va obrir mercat als Estats Units amb la seva filial Viz.

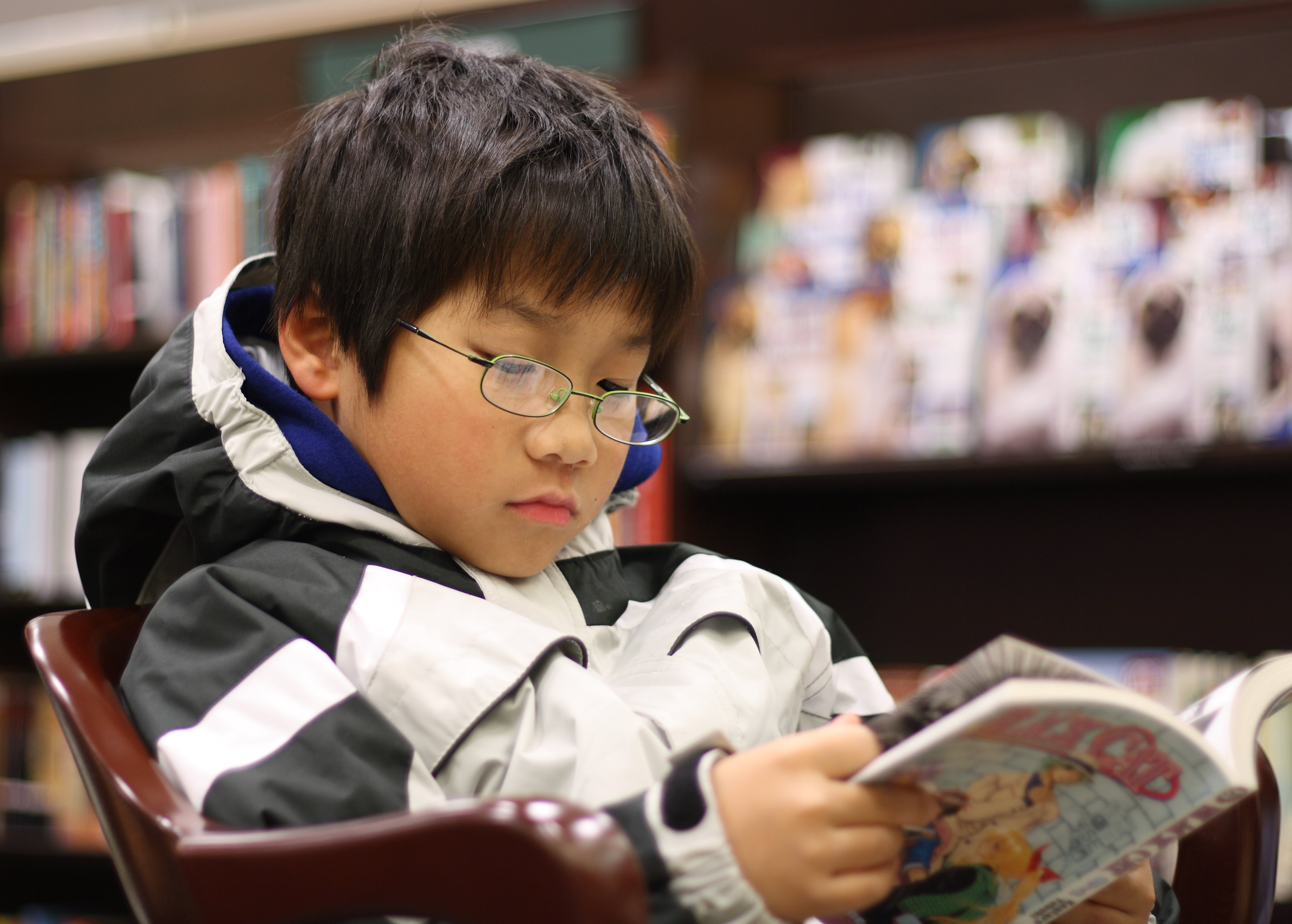
Un nen llegint Black Cat a una llibreria americana.

El mercat del manga als Estats Units tingué un altre fort augment a mitjan dècada de 1990, les versions d'anime i manga de Masamune Shirow's Ghost in the Shell, traduït per Frederik L Schodt i Toren Smith va ser molt popular entre els fans. Un altre manga amb un èxit massiu va ser Sailor Moon. En 1995-1998, el manga Sailor Moon s'exportà a més de 23 països, entre ells la Xina, el Brasil, Mèxic, Austràlia, la major part d'Europa i de Nord-amèrica. El 1998, Mixx Entreteniment expedit els Estats Units va treure més mangues com Magic Knight Rayearth de CLAMP. El 1996, Mixx Entreteniment va fundar Tokyopop i el marcat del manga es va expandir considerablement i per totes les edats.
En els anys següents, el manga es va anar tornant cada vegada més popular, i els nous editors entraren en el camp mentre els editors establerts ampliaven els seus catàlegs. El desembre del 2007, es van arribar a publicar entre 1.300 i 1.400 títols diferents. La premsa americana començà a discutir sobre el tema, amb articles en el New York Times, la revista Time, el Wall Street Journal, i la revista Wired.

#### Mèxic
A Mèxic es van publicar per primera vegada mangues el 1997 i van ser Video Girl Ai i Captain Tsubasa (aquest últim sota el títol Los Súper Campeones del Fútbol fou redibuixada i publicada amb el sentit de lectura occidental). Al mateix any fou publicat el manga Magic Knight Rayearth per l'editorial Toukan, que va fracassar. Aparegué un còmic mexicà d'estètica imitativa al manga anomenat Tetsuko la chica de acero, editada per Edito Poster.
El 1998 Toukan publicà Ranma ½ en sentit de lectura occidental, a la fi d'eixe any l'editorial Viz publicà Dragon Ball, que arribà fins a 52 números.
El 1999 Viz anuncià la publicació d'una revista especialitzada anomenada MIXXZine i publicà el primer còmic en format tankōbon: Video Girl Ai. Es publicà a la revista la sèrie Sailor Moon de manera desordenada (començant per la sèrie avançada Sailor Moon Super S).
El 2005 hi hagué una explosió de títols publicats.
Durant el 2009 i el 2010 la publicació de noves sèries es detingué sense deixar de publicar els títols començats abans.

### Europa
La influència del manga a la Unió Europea és una mica diferent de l'experiència dels Estats Units. El manga s'obrí al mercat europeu durant la dècada de 1970, quan Itàlia i França van començar amb l'emissió d'anime, especialment a França a causa del japonisme que ha patit des de començaments de segle xix, i el desenvolupament del còmic francobelga. Per exemple, volums 6 i 7 de Yu Aida de Gunslinger Cirl, un manga que tracta d'una noia cyborg ballarina que viatja a París per poder fer el vals Petruixka d'Ígor Stravinski. No obstant això, els lectors de parla francesa de manga no es limiten a una elit artística, ja que, a mitjan dècada de 1990, el manga demostrà ser molt popular per a un ampli nombre de lectors, que suposen al voltant d'un terç de les vendes dels còmics a França des de 2004. Segons l'Organització de Comerç Exterior del Japó, les vendes de manga només entre França i Alemanya el 2006 van arribar als 150,8 milions d'euros. Els editors europeus de comercialització de manga traduïts al francès inclouen Glénat, Asuka, Casterman, Kana, i Pika, entre d'altres.
Els editors europeus també han traduït mangues a l'alemany, l'italià, el castellà, el neerlandès, el català i en altres idiomes. Els editors de manga del Regne Unit van incloure Orionbooks/Gollancz i Llibres i Titan. Hi ha una sòlida presència d'editors americans en el màrqueting del Regne Unit, per exemple, la línia de Tanoshimi Random House.
A França la primera revista dedicada a l'anime i el manga (Animeland) va aparèixer el 1991. El 2015 la meitat de les vendes de manga a Europa es realitzaren a França, convertint-se en el segon gran consumidor de còmics japonesos del món.

#### El manga en català
El primer manga publicat en català va ser Tonda Haneko, de Kitazawa Rakuten, que aparegué a la revista Cavall Fort l'any 1968, en una sola pàgina, però el mercat del manga en català va tenir una aparició molt tardana. El primer a ser distribuït comercialment va ser Bola de Drac el 1992 seguit de Doraemon el 1994. A entrants de segle, va aparèixer el tercer manga traduït en català, Shin-Chan i el 2004 va sortir Detectiu Conan.
L'auge del manga en català va tenir lloc el 2005, quan l'editorial Glénat publicà el manga Inuyasha en format tankōbon (per primera vegada). Al cap d'uns mesos, veient l'èxit que va tenir, es van començar a treure molts mangues en català com ara Naruto, Bleach, Cinturó Negre, només en català, Sakura, la caçadora de cartes, Ikkyû (El primer seinen en català), Kimagure Orange Road, Love Hina, Fushigi Yugi: El joc misteriós (el primer shojo publicat en català), i Musculman, que a més és el primer cop que es publicava en un país no asiàtic.
Des de l'aparició del primer tankōbon publicat per la Glénat fins al març del 2009 es van vendre més de 250.000 exemplars repartits en les sèries dites anteriorment.
La publicació del manga en català per part de Glénat va comportar una forta polèmica per part d'alguns fans, ja que durant una època els mangues que es publicaven en castellà valien 7,5 euros mentre que el mateix còmic en català tan sols costava 6,5 euros, i perquè el preu havia pujat, ja que abans del 2009 només valien 5 euros. Per altra banda, hi havia queixes perquè els mangues en català no es posaven a la venda al mateix temps que en castellà i van sempre uns quants números endarrerits i això suposava que es publiquessin mesos més tard.
Del 2009 al 2018 no es va publicar cap manga nou en català excepte algunes versions i spin-offs de Bola de Drac com Bola de Drac Súper o Jaco, the Galactic Patrolman. La causa d'això és que Glénat/EDT va fer fallida l'any 2014 i hi havia por a publicar en català a causa de les pèrdues que suposava. Les llicències de molts mangues de Glénat van passar a Planeta i es van continuar editant com Naruto, tot i que algunes com Cinturó Negre es van pausar indefinidament. El 2018, però, va aparèixer en escena Ooso Comics, una petita editorial nova que va començar a publicar tots els seus mangues amb doble edició (català i castellà), començant per Mazinger Angels. Aquesta editorial va portar grans obres de Go Nagai i Shotaro Ishinomori com Cutie Honey, Dororon Enma-Kun i Kamen Rider. Malauradament, la publicació en català per part d'Ooso comics no era rendible i se sustentava de les vendes del castellà, tot i que van afirmar que hi continuarien apostant. De fet, moltes llibreries no acceptaven el manga en català per la poca rendibilitat.
Per posar en context aquesta absència de manga en català, el 2021 a Espanya es van editar més d'un milers de volums de manga en castellà i només una quarantena en català.
L'any 2022 el manga en català va experimentar un auge de publicacions que no es veia des del 2007-2008 i es calcula que s'hi van publicar un total de 78 títols. L'any va començar amb la publicació per part de Planeta Cómic d'un clàssic de TV3 com Dr. Slump i també un manga de gran popularitat com My Hero Academia el mes de març. Malgrat això, van publicar aquests mangues sense sobrecoberta amb raó d'estalviar costos, la qual cosa va provocar polèmica. Poc després, al maig, es va celebrar la 40a edició del Saló Internacional del Còmic de Barcelona en la qual es va anunciar el naixement d'una nova editorial de la mà del grup Enciclopèdia i Yermo Ediciones que publicaria exclusivament en català, Kaji Manga. Aquesta editorial té la intenció de publicar entre 60 i 70 títols l'any de tots els gèneres. Ooso Comics va anunciar Himitsu Sentai Gorenger - L'esquadró secret dels 5 rangers i la creació d'una nova línia editorial juvenil dedicada a la ciència, començant-la amb X-Venture, el cos en crisi (que estrictament no és una sèrie manga, atès que prové de Malàisia). També es va saber que Distrito Manga tenia intenció de publicar manga en català. Així mateix, al juny, Norma Editorial va anunciar una línia exclusiva de mangues en català amb grans èxits com Tokyo Revengers, Chainsaw Man, Jujutsu Kaisen: la guerra màgica i Els Guardians de la Nit que es publicarien el mateix any. Les seves edicions serien iguals que la castellana amb els mateixos extres. També Norma va crear xarxes socials específiques per a aquesta línia a Twitter, Instagram i TikTok. El 22 de setembre de 2022, Kaji Manga es va donar a conèixer per primer cop per Twitter i va desvelar el seu logo. El 27 de setembre de 2022, l'editorial va participar en un directe a Twitch en el qual van revelar les seves primeres cinc llicències. Seguidament, van penjar-ne les fitxes a Twitter. Els cinc mangues eren: Dodoma, de Jun Shiraishi; Grendel, de Mako Oikawa; Orange, d'Ichigo Takano; Kijin Gentosho, de Yu Satomi i Badducks, de Touryuumon Takeda. El 2 de novembre de 2022, Distrito Manga finalment va anunciar que el primer manga que editaria en català seria Wind Breaker, amb data de sortida el març de 2023, i que el publicaria simultàniament amb la versió castellana, la qual cosa només havia fet Ooso Comics fins aquell moment. El Saló del Manga de Barcelona de 2022 va estar carregat de novetats. Planeta Cómic va anunciar que publicaria el manga de Haikyû!, One Piece i Ranma ½; Norma Editorial va anunciar l'edició col·leccionista d'Evangelion i que portarien una altra obra de Tatsuji Fujimoto, Goodbye Eri; Ooso Comics va anunciar dos volums de la sèrie Megaman Megamix. Panini i Fandogamia Editorial es van estrenar anunciant les seves primeres llicències en català, amb els mangues Prodigiosa: Les aventures de Ladybug i Gat Noir i La meva experiència lesbiana respectivament.
El 2023 va suposar la consolidació de les editorials amb la publicació de 139 títols aquell any, tot i que també va significar un cop fort a l'única editorial que editava solament en català. L'any va començar amb l'anunci de la publicació de Maximum Berserk per part de Panini uns dies abans del 41 Comic Barcelona. En aquest esdeveniment es va anunciar la novel·la gràfica El viatge de Shuna del famós autor Hayao Miyazaki per part de Salamandra Graphic. ECC Ediciones, que no havia publicat manga en català, va esmentar que tenia pensat publicar material de Junji Ito en català i que segurament començarien amb Black Paradox. L'abril, Kaji Manga va anunciar el primer Girl's Love en català, Mina Soko Nite, i el maig, un kodomo, Un estiu a Tsurumaki. Poc després, però, el 10 de juliol del mateix any va anunciar al seu compte que "abaixaria el ritme" sense especificar què implicava exactament. L'editorial no va tornar a publicar res fins al 14 de setembre de 2023, quan finalment va publicar Un estiu a Tsurumaki. Al 29 Manga Barcelona, després de mesos sense cap comunicació, l'editor Carles Miralles en la presentació de la seva editorial, Arechi Manga, va pronunciar un comunicat de Kaji en què deien que treballaven per tornar a "arrencar amb força", que hi hauria mesos en stand-by, però que el primer trimestre del 2024 donarien informació sobre les llicències. Els anuncis més importants d'aquest saló van ser el debut de dues editorials: ECC Ediciones, amb Gyo, i Kitsune Manga, amb Honzuki no Gekokujō, Trigun i Trigun Maximum.
El 2024 va començar el gener amb la notícia que el Grup Enciclopèdia es venia els seus segells, entre els quals hi havia Kaji, al grup Abacus. El mateix mes, Símbol Editors va anunciar que estaven en fase de negociació per portar manga en català i van mostrar imatges de les editorials japoneses Shueisha i Shogakukan. El 4 d'abril es va saber que el primer manga que portarien seria Ànima Vertical, de Kunihiko Yokomizo.

### Àsia
La companyia Chuang Yi publica manga tant en anglès com en xinès a Singapur; alguns dels títols de Chuang Yi són importats a Austràlia i Nova Zelanda. El Manganime al món sinoparlant va arribar primer a Taiwan i Hong Kong, però arran de la reforma econòmica xinesa, la Xina continental ha esdevingut el principal mercat estranger del còmic japonès, amb més de 500 milions de lectors a finals de la dècada del 2010.
A Corea es pot trobar manga en la majoria de les llibreries. Tanmateix, és comuna la pràctica de llegir manga per Internet, ja que resulta més econòmic que una versió impresa. Cases editorials com Daiwon i Seoul Munhwasa publiquen la major part del manga a Corea.
A Tailàndia, abans de 1992-1995, la majoria del manga disponible sortia de forma ràpida, sense llicència i de baixa qualitat. Recentment han començat a aparèixer traduccions llicenciades, però continuen sent barates i de baixa qualitat comparades amb altres països. Entre les editorials de manga a Tailàndia es troben Vibunkij, Siam Inter Comics, Nation Edutainment i Bongkouh.
A Indonèsia, s'ha produït un creixement ràpid en les indústries del manga, fins a convertir-se en un dels mercats més grans de manga fora del Japó. El manga a Indonèsia és publicat per Elex Mitjana Komputindo, Acolyte i Gramedia.

### Internet
Una de les formes de distribució més popular del manga fora del Japó és a través d'Internet. El més comú és que un reduït grup de persones digitalitzin la versió original editant els quadres de text i els tradueixin, per posteriorment distribuir-los lliurement, usualment per mitjans com l'IRC o programes P2P com BitTorrent o Emule. Aquest procés de traducció es coneix com a scanlation (de l'anglès scan: escanejar; i translation: traducció). La majoria d'aquests grups es coneixen com a fansubs, i justifiquen les seves accions amb peticions per tal que les persones no distribueixin els seus arxius i comprin les còpies originals quan els seus projectes siguin llicenciats.

## Influències fora del Japó
La influència del manga fora del Japó és molt destacable en la indústria del còmic original de gairebé tots els països de l'Extrem Orient i la Indonèsia. Avui el manga també s'ha consolidat en la societat occidental a causa de l'èxit aconseguit durant les dècades passades, deixant de ser quelcom exclusiu d'un país per constituir-se en un fenomen comercial i culturalment global, en competència directa amb l'hegemonia narrativa nord-americana i europea.
Als Estats Units hi ha un bon nombre de dibuixants de còmics que s'inspiren en els mangues. Vernon Grant va ser un dels primers a ser influenciat per aquest estil des de la fi dels anys 1960. Altres autors coneguts són Frank Miller amb la seva obra de Ronin (1983-1984), Adam Warren i Toren Smith amb The Dirty Pair (1988-2002), Ben Dunn amb Ninja High School (1993-present), Stan Sakai amb Usagi Yojimbo (1984-present), i Manga Shi Comics 2000 de Crusade Comics (1997) entre d'altres.
A principis de la dècada del 2000, diverses editorials de manga dels Estats Units començaren a produir el treball dels artistes americans en virtut de l'àmplia comercialització que oferia el seu mercat. El 2002, C.I. Entreteniment, anteriorment conegut com a Studio Ironcat i actualment fora del negoci, posà en marxa una sèrie d'artistes de manga amb un estil que es va anomenar amerimanga. El 2004 es llençà eigoMANGA amb sèries com Rumble Park i Sakura Pakk. Seven Seas Entertainment va seguir amb aquesta idea. Al mateix temps, sortí Tokyopop on originalment només es publicaven amerimanga, però avui dia es publiquen mangues de tot el món. Tokyopop actualment és l'editorial de manga publicat originalment en anglès de tot el món.
Els artistes de parla francesa també han desenvolupat les seves pròpies versions de manga, com Frédéric Boilet, un dels personatges més coneguts de la nouvelle manga. Boilet ha treballat tant a França com al Japó, i en més d'una ocasió ha col·laborat amb mangakes japonesos. Un exemple franco-canadenc a Mont-real, Quebec són els artistes de Grup MUSEBasement, coneguts pel seu estil que neix del còmic canadenc i del japonès.
A Espanya i la resta d'Europa, actualment s'estan desenvolupant a marxes forçades els «mangakes» espanyols. De fet, algunes editorials estrangeres estan buscant mangakes espanyols per a la publicació de mangues en els seus respectius països. Exemples com Sebastià Riera, Desireé Martínez, Studio Kôsen, i molts altres estan aconseguint a poc a poc posicionar aquest nou manga, anomenat Iberomanga o Euromanga, que engloba els autors que s'estan donant a conèixer a Europa. A més, existeixen molts artistes aficionats que són influenciats exclusivament per l'estil del manga. Molts d'aquests artistes s'han tornat molt populars fent petites publicacions de còmics i manga utilitzant principalment Internet per donar a conèixer els seus treballs.
Tanmateix, el més important de tot és que gràcies a la irrupció del manga a occident, la població juvenil d'aquestes regions ha tornat a interessar-se massivament pel còmic com a entreteniment, una cosa que no succeïa des de la implantació d'altres formes d'oci com la TV.

## Premis
La indústria japonesa del manga té un gran nombre de premis patrocinats per la majoria de les editorials, els premis van destinats al mangaka o grup editorial creador de l'obra guanyadora i les seves regles depenen de cada premi. Alguns exemples són:
- Premi Akatsuka: Per a mangues humorístics.
- Dengeki Comic Grand Prix: Pel millor one-shot.
- Premi Kōdansha al millor manga: Abraça tots els estils de manga.
- Premi Seiun: Al millor manga de ciència-ficció de l'any.
- Premi de manga Shōgakukan: Abraça tots els estils de manga
- Premi Tezuka: Per al millor manga nou de l'any.
- Premi Cultural Tezuka Osamu: Abraça tots els estils de manga.

El Ministeri de Relacions Exteriors japonès també atorga el Premi Internacional de Manga anualment des de maig de 2007.

## Mangues més venuts
Al final de l'any 2008 el manga One Piece, quan va arribar el volum 52, va desbancar Bola de Drac com el manga més venut de la història del Japó. El 2011, One Piece va tornar a ser el manga més venut del Japó amb més de 37 milions de còpies, a gran distància del segons més venut Naruto, amb més de 6 milions.

## El lector
El lector de manga a l'Estat Espanyol fou sotmès a la pressió social a causa d'una percepció negativa equivocada de la seua afició a la fi de la primera dècada del segle XXI. S'entenia equivocadament que és una cosa «infantil, estranya i fins i tot violenta i perillosa» a més que moltes persones pensaven que el contingut principal era violent i pornogràfic.
El lector es caracteritza per exigir als traductors més respecte per la llengua japonesa que s'aconseguisca la llegibilitat. Aquesta última és l'exigència del lector d'altres productes. L'exigència dels lectors de manga és considerada un símptoma d'orientalisme: la necessitat de diferenciar-se respecte de la cultura llunyana.